# Allée couverte von Giraumont

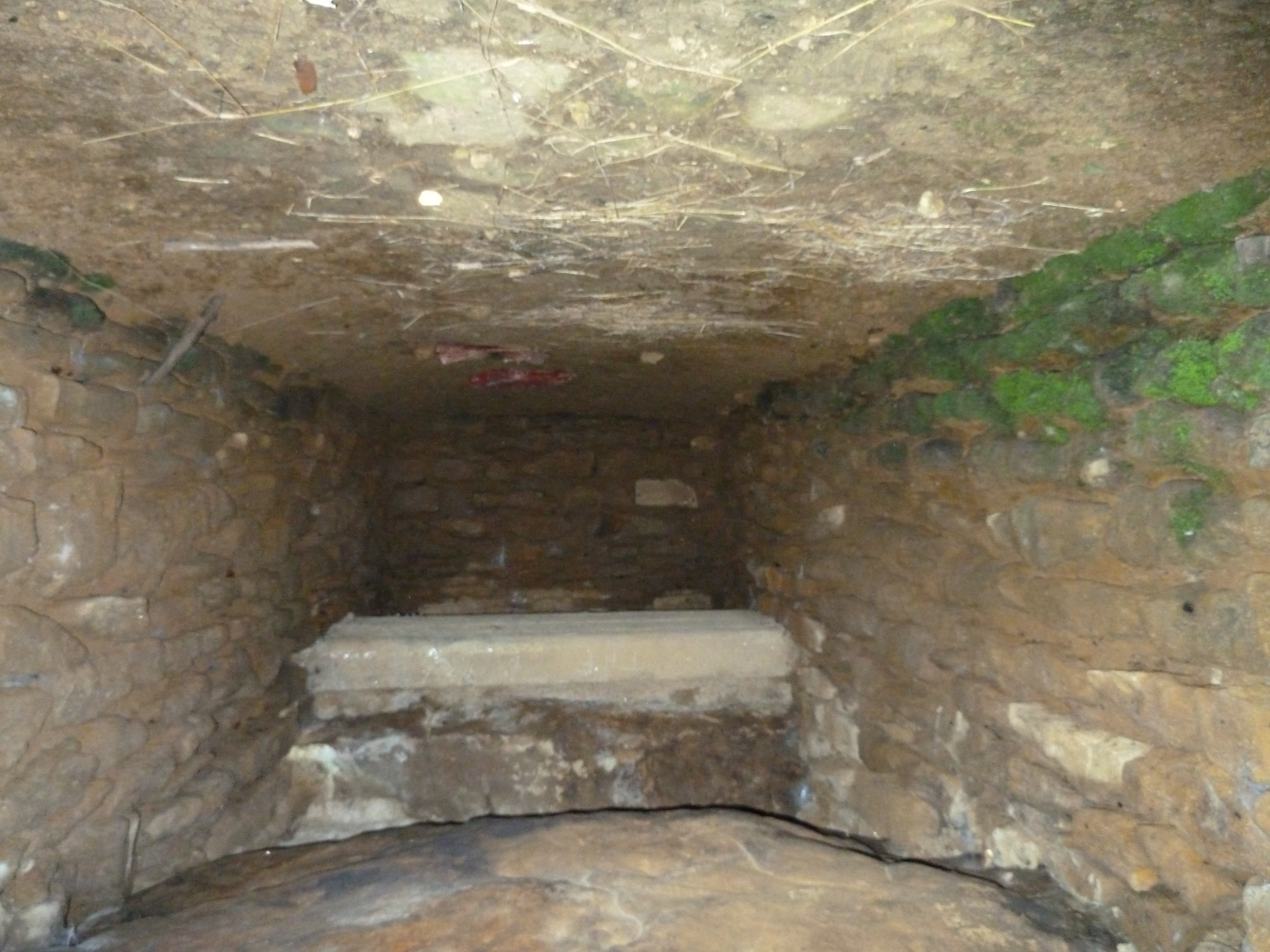
Der Bankaltar und die „gemauerten“ Wände

Die Allée couverte von Giraumont (auch Allée couverte de la Ganguille oder Dolmen de la Ganguille) ist ein Galeriegrab bei Saint-Marcel im französischen Département Ardennes nahe der belgischen Grenze.
Es ist eine Ost-West orientierte Anlage aus Sandstein mit drei markanten Decksteinen und insgesamt 7,8 m Länge. Sie hat ihren Zugang in einer etwa 1,2 m breiten und 2 m langen heute offenen Vorkammer im Osten, deren 0,6 m starke Deckenplatte etwa 3,0 × 2,0 m misst. Die Deckplatte wird durch zwei Tragsteine von etwa 1,0 × 1,0 m Größe und 0,25 m bzw. 0,40 m Stärke gestützt. Sie trennen die Vorkammer von der Hauptkammer, die durch einen dreieckigen Zugang von über 1,0 m Höhe und 0,60 m unterer Breite zu erreichen ist. 
Die etwa 5,0 m lange und 1,50 m breite Hauptkammer wird von zwei über 3,0 m langen und 0,6 m dicken Platten bedeckt. Sie liegen auf Mauern aus behauenen Steinen. Diese Art des Wandaufbaus war in der Region lange in Gebrauch. Am Ende der Kammer befindet sich ein Bankaltar, der die gesamte Kammerbreite einnimmt. 
Im Nordosten befindet sich mehr als 200 m entfernt der Steinbruch, aus dem die Steine stammen.